# Kurt Vespermann

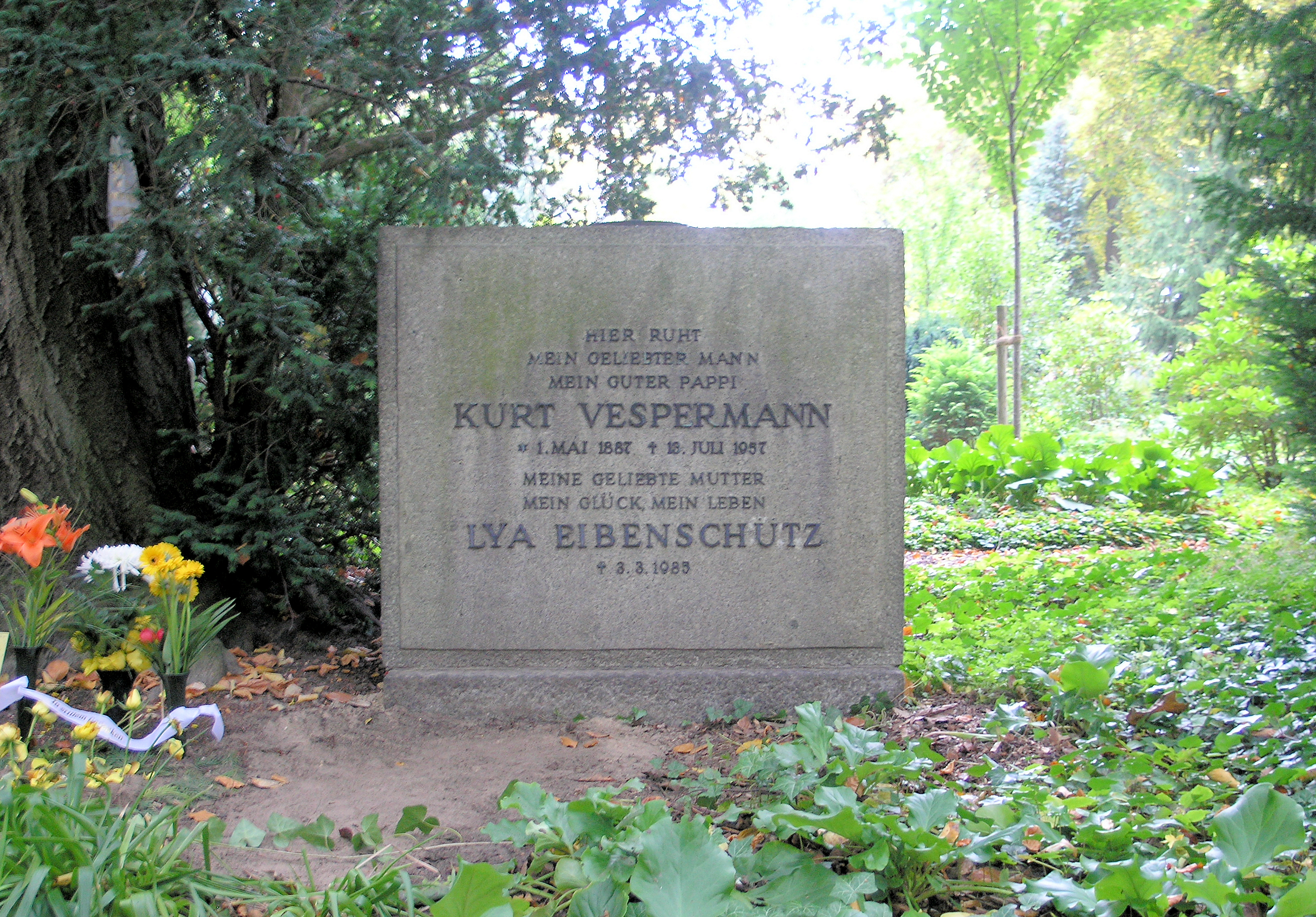
Túmulo de Kurt Vespermann, em Berlim

Kurt Vespermann (Chełmża, 1 de maio de 1887 – Berlim, 13 de julho de 1957 (70 anos)) foi um ator de teatro e cinema alemão.

## Filmografia selecionada
- 1915: Police Nr. 1111
- 1915: Im Feuer der Schiffskanonen
- 1917: Es werde Licht!
- 1918: Die Liebe der Maria Bonde
- 1918: Arme kleine Helga
- 1957: Jede Nacht in einem anderen Bett
- 1957: Viktor und Viktoria
- 1957: Anders als du und ich (§ 175)

## Literatura
- Ralf Schenk (Hrsg.): Vor der Kamera. Fünfzig Schauspieler in Babelsberg. Henschel, Berlin 1995, ISBN 3-89487-235-7.